# Station La Frette - Montigny
Station La Frette - Montigny is het spoorwegstation van de Franse gemeente La Frette-sur-Seine.  Het ligt aan de spoorlijn Paris-Saint-Lazare - Mantes-Station via Conflans-Sainte-Honorine, op kilometerpunt 17,962 van die lijn.
Het station wordt aangedaan door verschillende treinen van de Transilien lijn J:
- Tussen Paris Saint-Lazare en Pontoise, waarvan sommige treinen doorrijden naar Gisors of Boissy-l'Aillerie.
- Tussen Paris Saint-Lazare en Mantes-la-Jolie over de noorderoever van de Seine

## Vorig en volgend station
| Richting           | Vorig station         | Lijn    | Volgend station | Richting                                          |
| ------------------ | --------------------- | ------- | --------------- | ------------------------------------------------- |
| Paris-Saint-Lazare | Cormeilles-en-Parisis | Trans J | Herblay         | Mantes-la-Jolie Pontoise Boissy-l'Aillerie Gisors |